# Virose do endurecimento do fruto
A virose do endurecimento dos frutos é causada pelo vírus Cowpea aphidborne mosaic virus (CABMV), pertencente à família Potyviridae e do gênero Potyvirus. Esta doença é uma das mais importantes da cultura pelo seu potencial de danos, sendo detectadas em outras regiões produtoras de maracujá a partir da década de 1970 (KIMATI, 2005).
O vírus Cowpea aphidborne mosaic virus (CABMV) possui uma fita simples de DNA, tem uma gama de hospedeiros e podendo também ser disseminado por inoculação mecânica (KIMATI, 2005).  
Os sintoma surgem nas folhas e nos frutos, e as plantas infectadas têm seu crescimento retardado. Nas folhas novas aparecem mosaicos, com alternância de cor do verde escuro ao claro, nas folhas mais velhas geralmente apresenta distorção do limbo, rugosidade e mosaico com alternância da cor verde ao amarelo (Embrapa, 2020). Os frutos apresentam também distorção e espessamento do pericarpo, é comum ocorrer necrose na parte terminal dos ramos e nanismo na planta (KIMATI, 2005).
Os métodos de controle mais indicado para esta doença é o manejo fitossanitário das mudas, cultivares mais resistentes e manejo preventivo dos  possíveis hospedeiros do vírus (KIMATI, 2005).